# Anacassis fuscata
Anacassis fuscata es un coleóptero de la familia Chrysomelidae.
Fue descrita científicamente por primera vez en 1829 por Klug.